# Akcja Nieszpory
Akcja Nieszpory – odwetowa akcja likwidacyjna wobec funkcjonariuszy Ukraińskiej Policji Pomocniczej, przeprowadzona w połowie marca 1944 we Lwowie przez Armię Krajową.

## Przyczyny akcji
We Lwowie na przełomie lutego i marca 1944 policjanci ukraińscy rozpoczęli akcję legitymowania młodych mężczyzn. Odbywało się to najczęściej w godzinach wieczornych. W przypadku zatrzymania Polaka (a oznaczenie narodowości znajdowało się w kenkarcie) mordowali go na miejscu strzałem w tył głowy. Przy znajdowanych ciałach brakowało dokumentów, które zabierali policjanci. Celem funkcjonariuszy było przypuszczalnie zdobycie dla siebie nowej tożsamości i wykorzystanie dokumentów do ucieczki na Zachód (w tym czasie klęska hitlerowskich Niemiec była już nieunikniona), gdzie mogli zacząć nowe życie (po wojnie zdarzały się przypadki rozpoznawania byłych policjantów ukraińskich żyjących pod zmienionymi nazwiskami). 
Polskim społeczeństwem Lwowa szczególnie wstrząsnęła wieść o śmierci, jaką poniósł 11 marca Jerzy Sucharda, syn profesora Politechniki Lwowskiej Edwarda Suchardy (ur. w 1920 r.), zastrzelony przez policjantów ukraińskich pod oknem narzeczonej. 
8 marca podjęto z inicjatywy Delegatury Rządu i AK rozmowy z przedstawicielami OUN-B. Gdy nie dały one rezultatu, lwowskie dowództwo AK wydało rozkaz rozpoczęcia akcji o kryptonimie „Nieszpory”.

## Przebieg akcji
Na ulice miasta 9 i 12 marca 1944 wyszły kilkuosobowe patrole AK, w tym Kedywu. Zastrzelono 11 policjantów, tracąc 2 ludzi. Do zwłok zastrzelonych przyczepiano kartki informujące, za co zostali zastrzeleni.
Od tego momentu mordy dokonywane na młodych Polakach we Lwowie ustały. Kolejne patrole w następnych dniach nie stoczyły już żadnej potyczki.